# تغرغ أب (دوراهان)
تغرغ أب (بالفارسية: تگرگ‌آب) هي قرية تقع في إيران في قسم درواهان الريفي. يقدر عدد سكانها بـ 119 نسمة .